# Skafferhullet

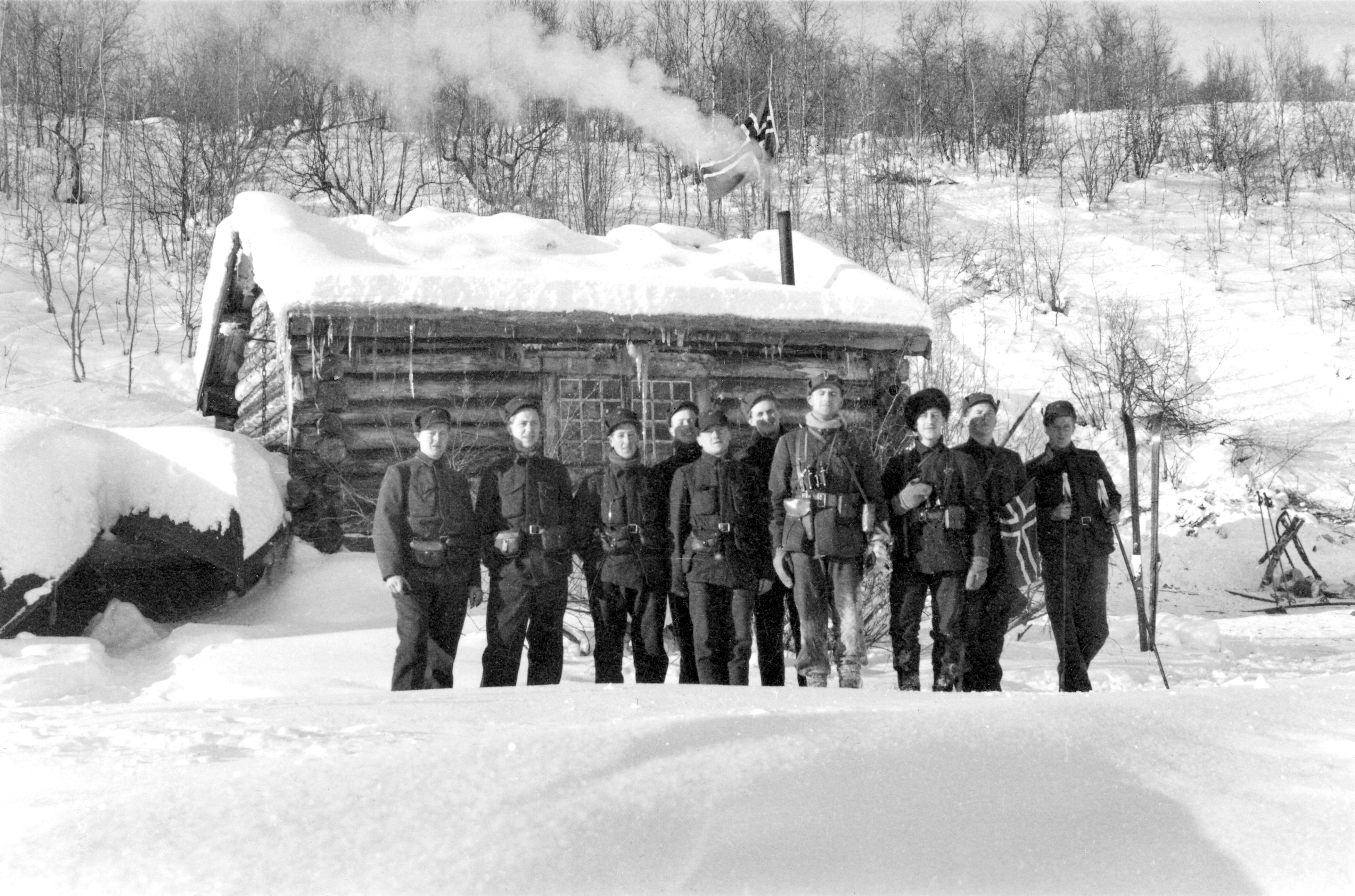
Trønderbataljonen vid Skafferhullet 1940

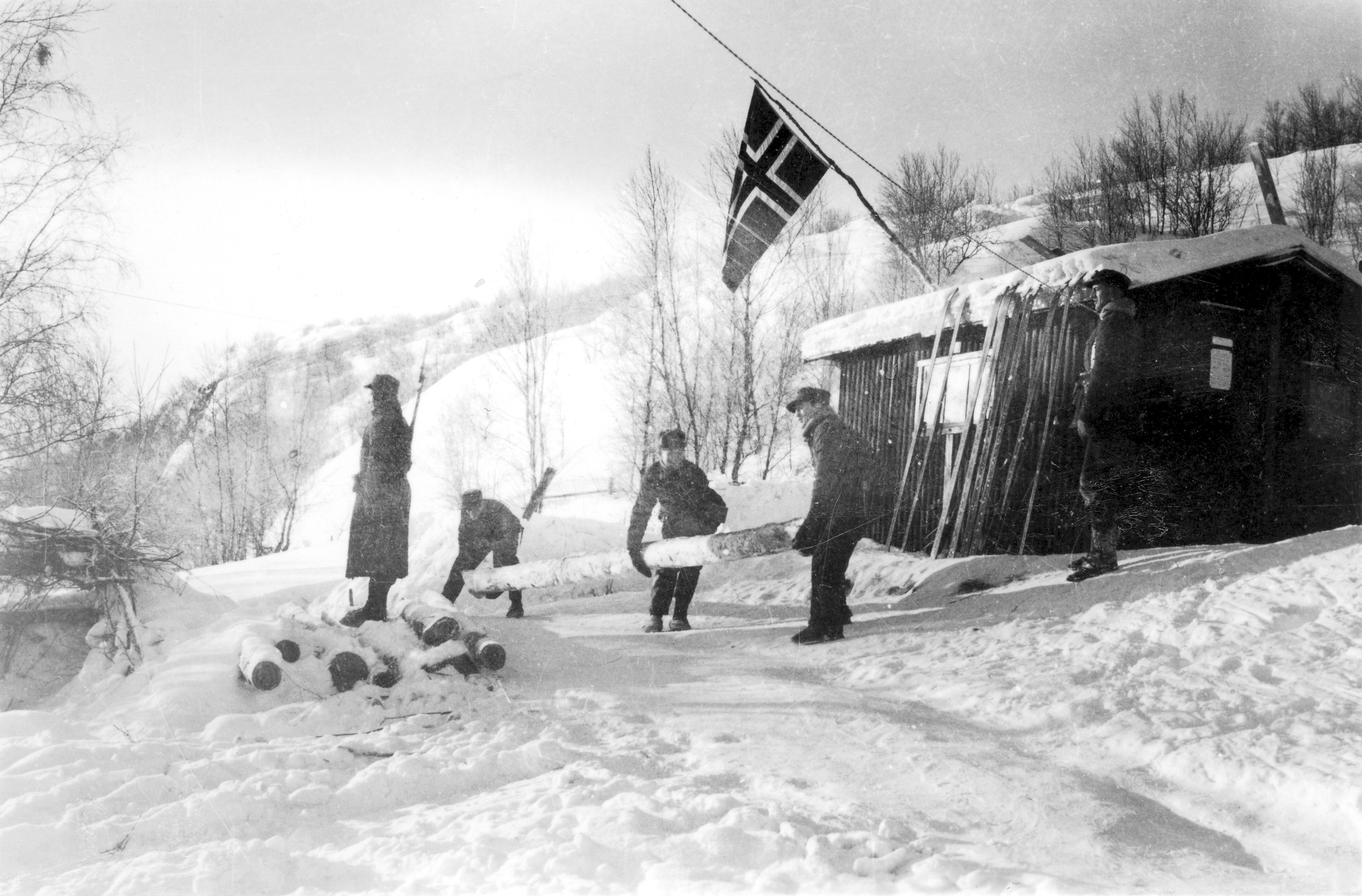
1940

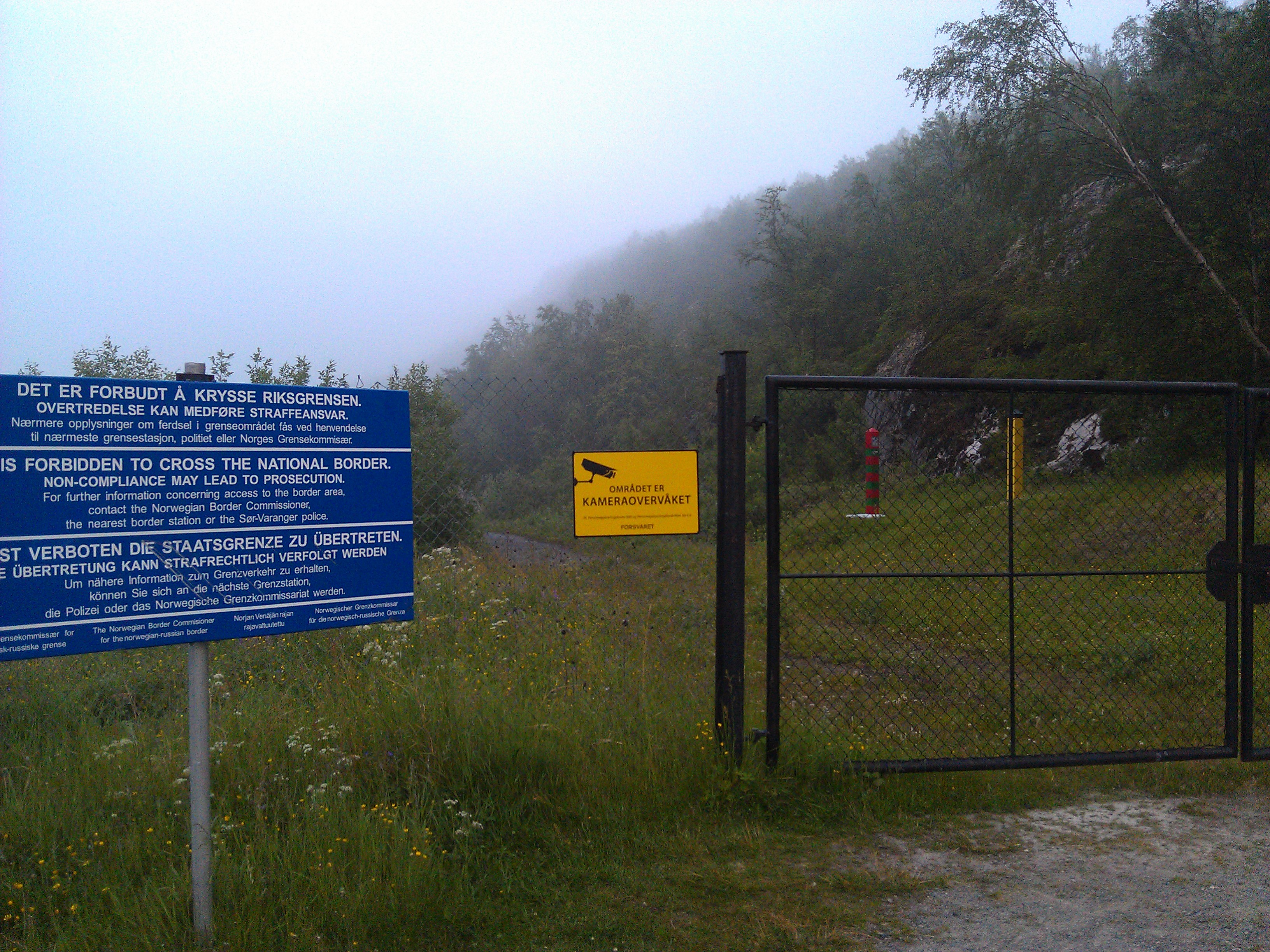
2014

Skafferhullet är en tidigare gränsövergång i Sør-Varangers kommun längs gränsen mellan Norge och Ryssland, tidigare gränsen mellan Norge och Finland.
Gränsövergången låg vid ett sand- och grustag på västra stranden av Pasvikälven utmed den gamla vägen mellan Elvenes i Sør-Varangers kommun och Borisoglebsk i  Murmansk oblast i Ryssland.
Efter stängningen av gränsstationen vid Skafferhullet vid "Grensemärke nr. 216", är den enda gränsövergången mellan de två länderna den vid Storskog på den nyare Europaväg E105.
Vid grustaget Skafferhullet finns nu en motocrossbana.

## Historik
Under det kalla kriget var gränsen mellan Norge och Sovjetunionen stängd under långa perioder. Det var en del trafik genom Skafferhullet under byggnationen av Borisoglebsks kraftverk mellan 1958 och 1963. Efter kraftverkets färdigställande flyttades vaktstugan och ett kraftigt stängsel monterades upp.
Under sommaren 1965 öppnades gränsen för turister från Skandinavien, vilka tilläts besöka ett område på fyra kvadratkilometer i närheten av Boris Gleb, med bland annat en spritbar. Tusentals norrmän besökte Sovjetunionen via Skafferhullet den sommaren, men inga sovjetmedborgare reste över gränsen till Norge. Efter denna period förlängdes inte avtalet från norsk sida och gränsen stängdes igen för gott.